# كولن جونسون (لاعب كرة قدم)
كولن جونسون (بالإنجليزية: Colin Johnson)‏ هو مدرب كرة قدم ولاعب كرة قدم بريطاني في مركز الوسط، ولد في 8 يوليو 1964 في أنغويلا في المملكة المتحدة. شارك مع منتخب أنغويلا لكرة القدم. أما مع النوادي، فقد لعب مع Roaring Lions FC ‏.

## وصلات خارجية
- كولن جونسون على موقع قاعدة بيانات كرة القدم.إي يو (الإنجليزية)
- كولن جونسون على موقع ناشيونال فوتبول تيمز (الإنجليزية)